# Ratibořice (Česká Skalice)
Ratibořice (německy Ratoborschitz) jsou místní část města Česká Skalice v okrese Náchod, v turistickém regionu Kladské pomezí. Leží v údolí Úpy a je známá zejména díky spisovatelce Boženě Němcové, která zde prožila své dětství. To ovlivnilo její budoucí tvorbu a její nejznámější dílo, Babička, je místem zasazeno právě do Ratibořic. Zdejší zámek, Staré bělidlo či Rudrův mlýn (někdy chybně označován jako Ludrův) jsou častým cílem turistů.

## Historie

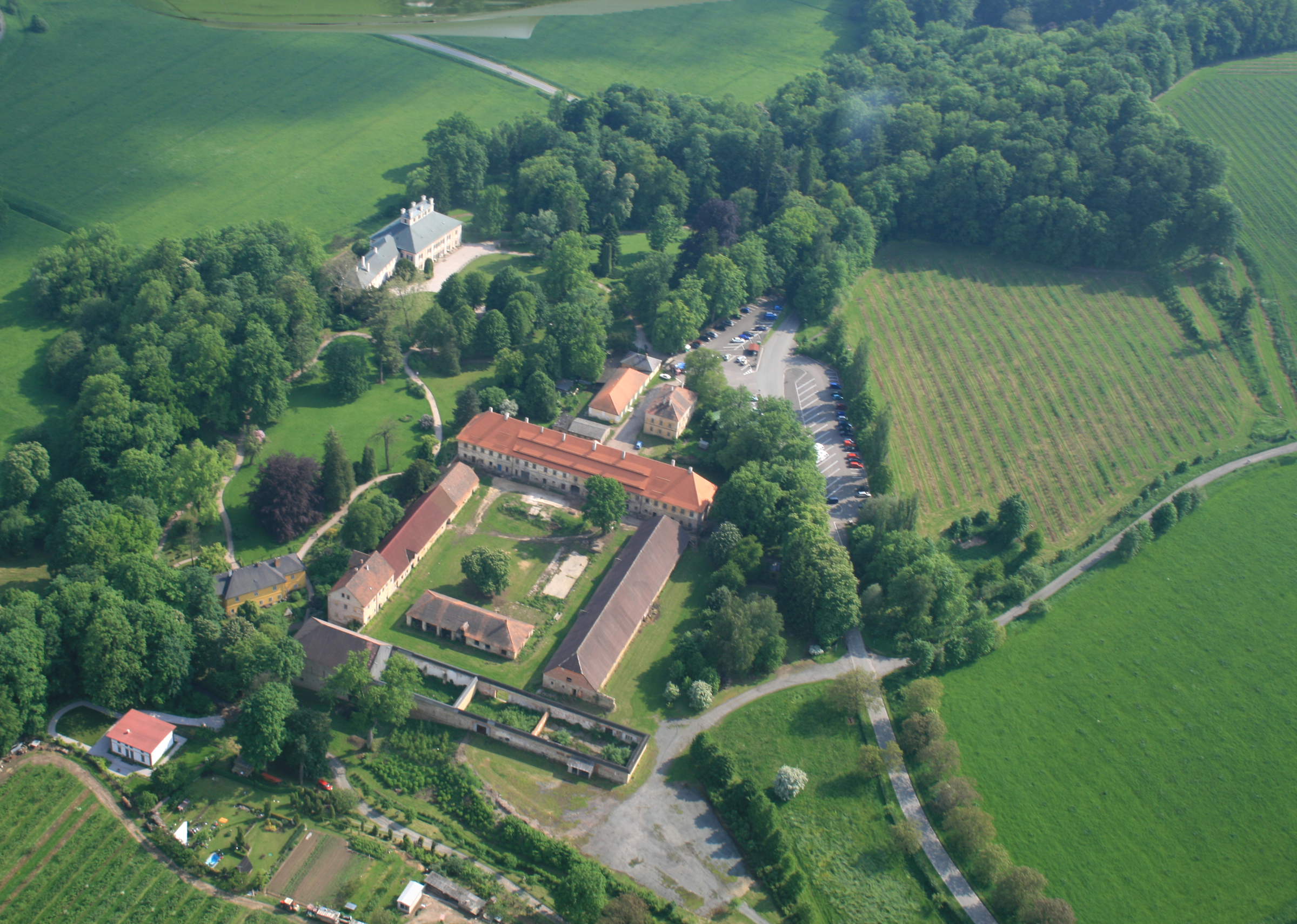
Letecký pohled na zámek

První zmínka o Ratibořicích je z roku 1388, kdy zde stávala tvrz Vaňka ze Žampachu. V roce 1582 koupil tvrz Ratibořice spolu s panstvím Jaroslav ze Smiřic a přípojil je k panství náchodskému. Spolu s náchodským panstvím se Ratibořice roku 1634 dostaly do majetku rodu Piccolominiů. Zájem Piccolominiů se soustředil na náchodský zámek a teprve Vavřinec Piccolomini dal v letech 1702–1712 postavit barokní zámeček s kaplí a přízemním lokajským křídlem. Zámek měl po dokončení v zásadě stejnou podobu i vnitřní rozvrh, jako má dnes, a to včetně střešního altánu.
V roce 1792 koupil náchodské panství vévoda Petr Biron a po něm na začátku 19. století zdědila náchodské panství Kateřina Vilemína Zaháňská. Ta si zámek oblíbila a zvolila si jej za letní sídlo, zatímco zimní měsíce trávila ve Vídni. V letech 1825–1826 si nechala barokní zámek upravit v duchu pozdního empíru. Interiéry byly nově vyřešeny, vytapetovány a přepychově vybaveny. V přízemí zámku byla zřízena bohatá knihovna, kam měla v dívčím věku přístup také Barunka Panklová. Zámek sloužil pouze potřebám panstva. Pro četné hosty z diplomatických, uměleckých i vědeckých kruhů bylo postaveno samostatné stavení, tzv. Kavalierhaus, spolu s rozlehlými stájemi a seníkem. Úpravy se však neomezovaly pouze na zámek. Celé údolí od České Skalice po Rýzmburk bylo v duchu osvícenského romantismu přeměněno v malebný krajinný park se vzácnými dřevinami, jezírkem a loveckým zámečkem. Podoba krajiny a jednotlivých objektů se nezměnila ani za dalších vlastníků, kterými byl rod Schaumburg-Lippe. Adaptace v roce 1862 se omezila spíše na interiérové úpravy a nástavbu prvního patra lokajského křídla.

## Přírodní poměry
Podél východní hranice katastrálního území protéká řeka Úpa, jejíž údolí zde je součástí národní přírodní památky Babiččino údolí.

## Pamětihodnosti
Obrázky v galerii jsou řazeny ve směru procházky Ratibořicemi od kostela Nanebevzetí P. Marie v České Skalici. Nejprve projdeme vilovou čtvrtí k Úpě a po jejím břehu jdeme parkem až k Viktorčinu splavu, případně až na Rýzmburk. Kavalierhaus stojí v blízkosti zámku, ale mimo zámecký park, při příjezdové silnici z České Skalice do Ratibořic. Byt Panklů byl vždy v přízemí velké hospodářské budovy za skleníkem. Byly to jen dvě nevelké místnosti a chodba. Ještě za Piccolominiů byl pro Panklovy postaven domek na levém břehu Úpy (při pohledu od mlýna za řekou ve stráni), ale tento domek nikdy neobývali. Stejně tak nikdy neobývali Staré bělidlo. To je jen roztomilá fabulace Boženy Němcové. V domku bydlel hrázný, který reguloval množství vody na mlýn. Ještě dnes je nedaleko bělidla směrem k Viktorčinu splavu stavidlo, kterým se reguluje množství vody na mlýn; nadbytečná voda se odpouští zpět do Úpy. Bělidlo skutečně fungovalo jako bělidlo. Prádelna, či spíše bělírna, byla v onom vyšším domě stojícím vedle Starého bělidla. Horní žaluziová okna v patře jsou od sušárny. Mandl u Rudrova mlýna je novější stavba. Mechanický mandl byl poháněn vodním kolem jako mlýn, vodou ze stejného náhonu. Koryto náhonu je těsně před mlýnem rozdvojeno.

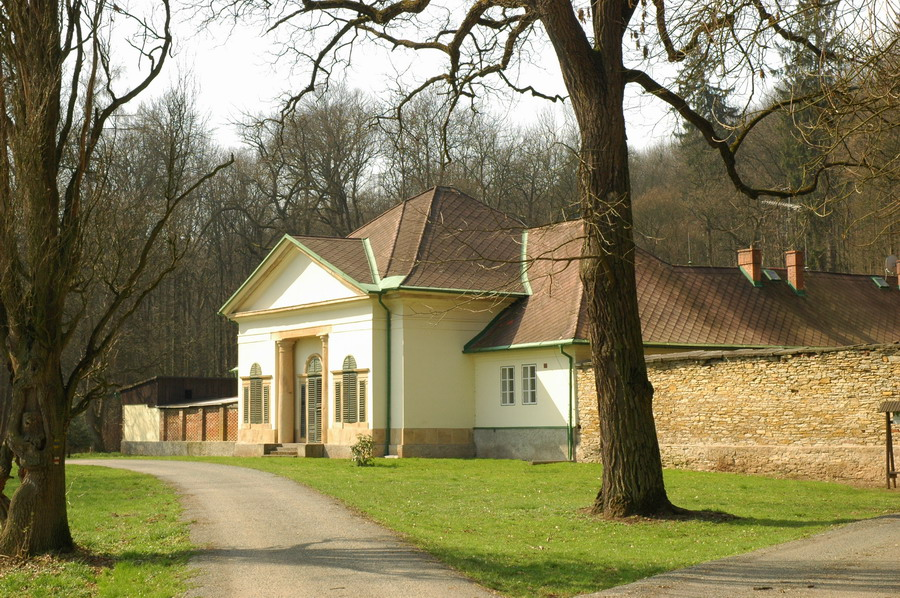
Lovecký zámeček
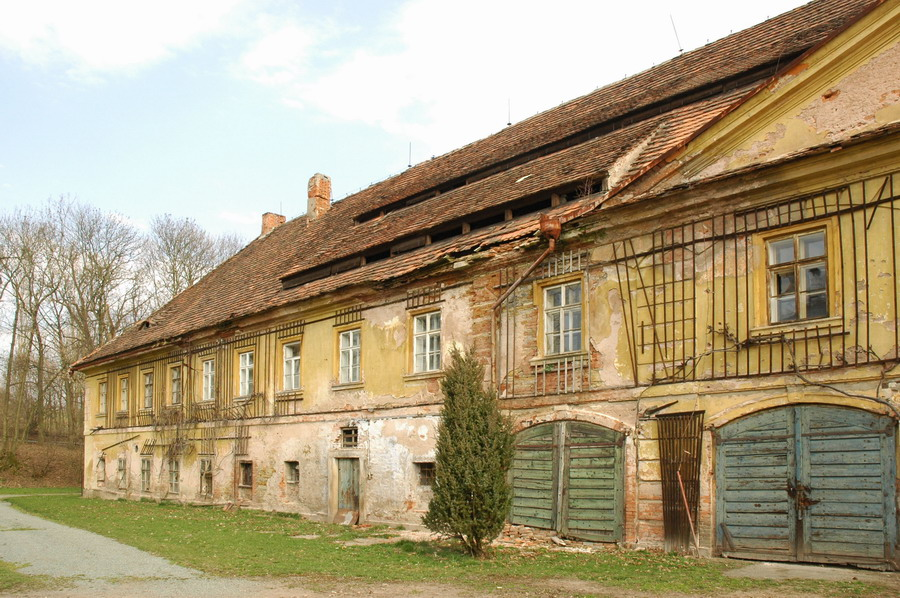
Kavalierhaus
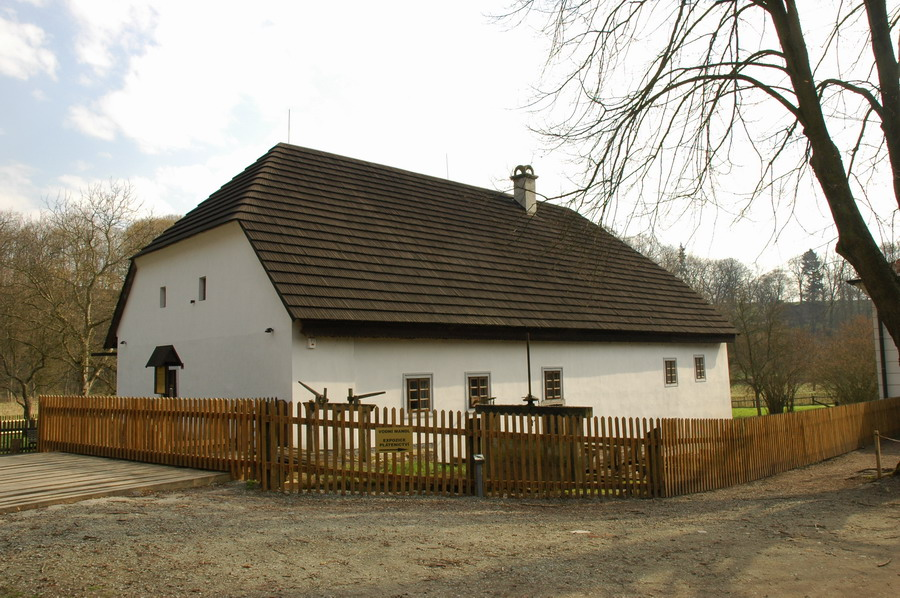
Rudrův mlýn
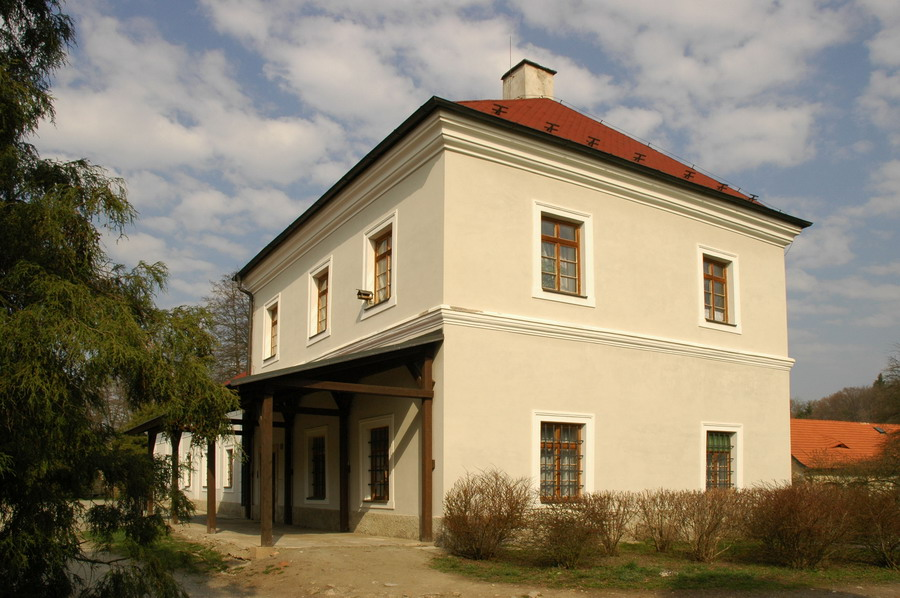
Mandl
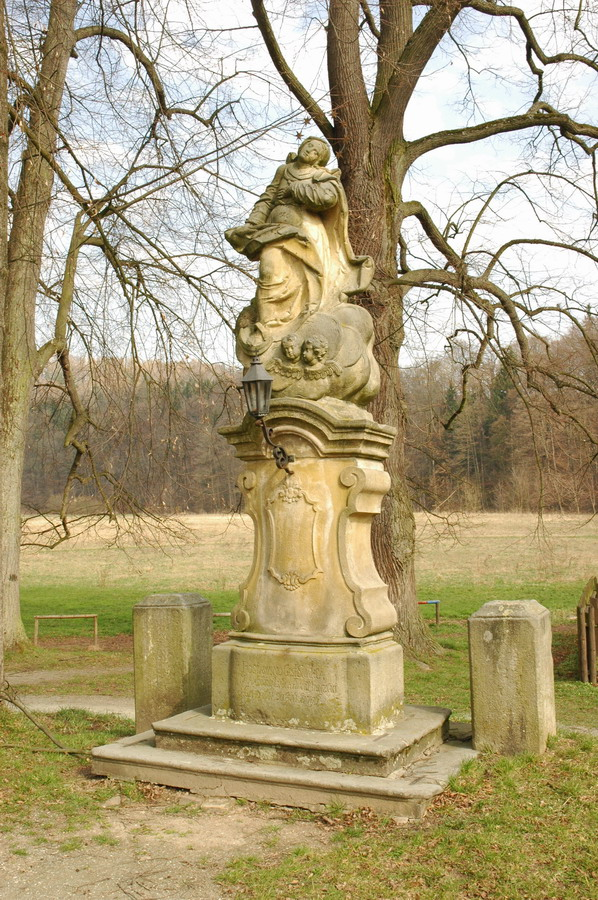
Socha Panny Marie z roku 1797
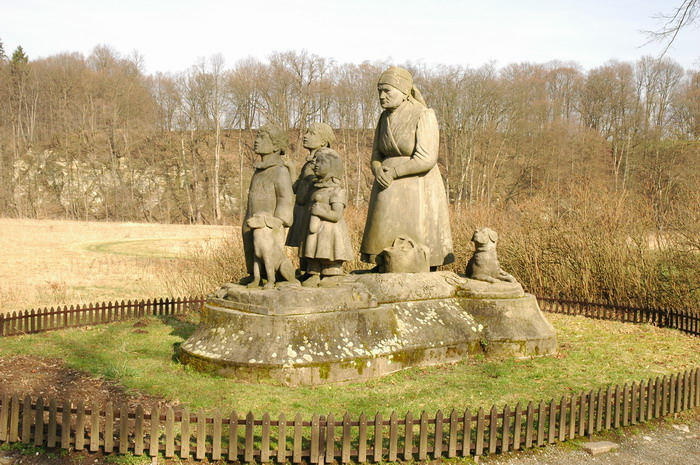
Sousoší Babičky od Otty Gutfreunda
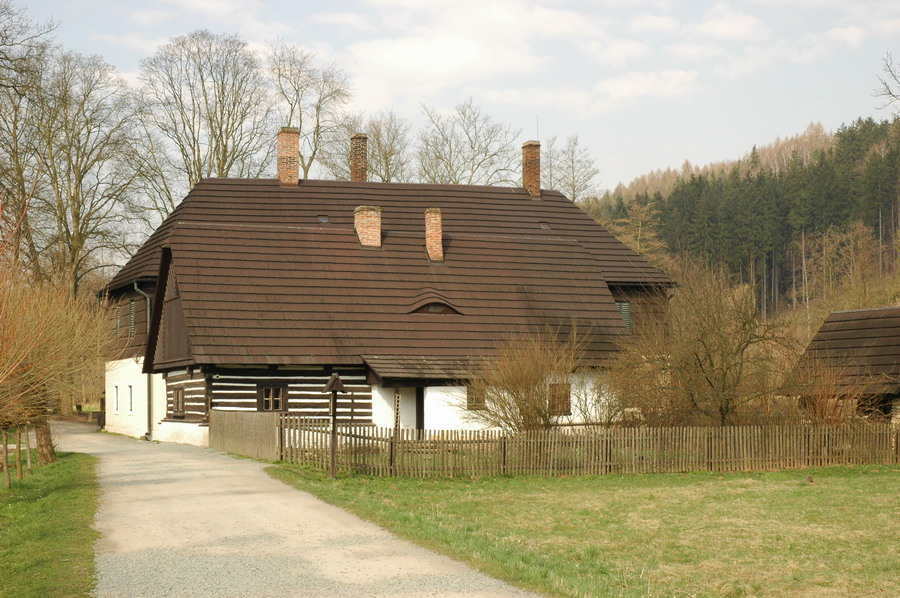
Staré bělidlo
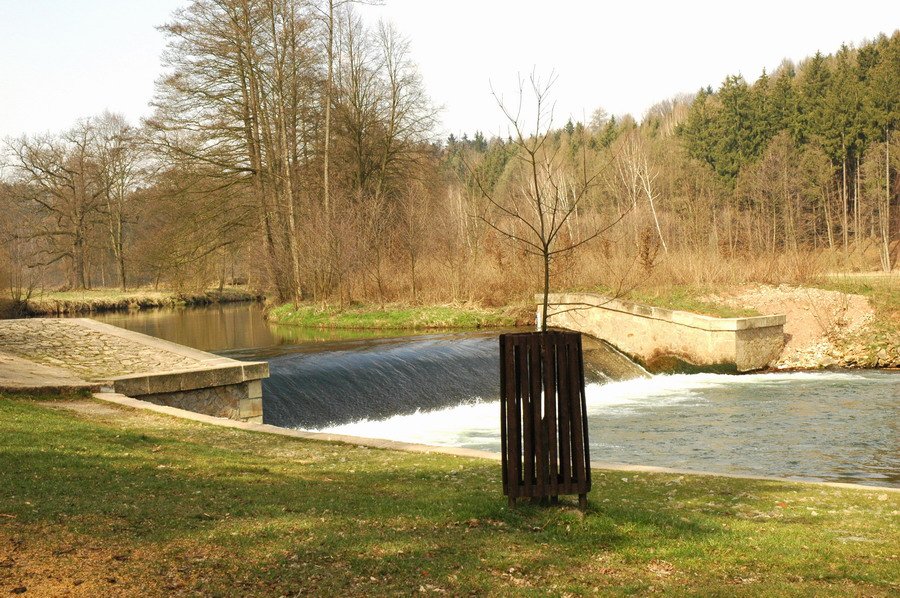
Viktorčin splav